# Kero One

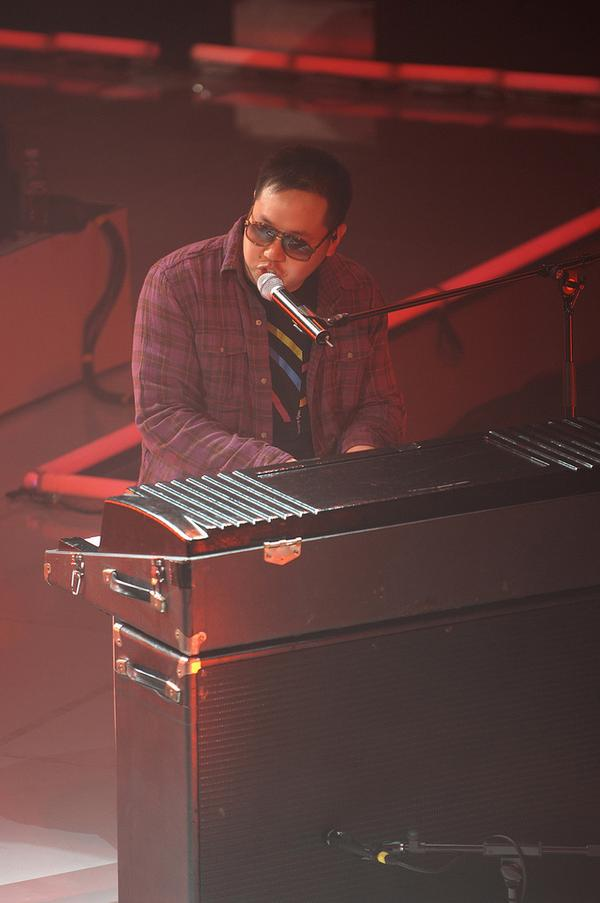
Kero One bei einem Auftritt 2009

Kero One ist ein koreanisch-amerikanischer Hip-Hop-MC und Produzent aus San Francisco.

## Karriere
Kero One wuchs als Sohn koreanischer Eltern in San Francisco auf. Er erhielt in seiner Jugend klassischen Klavier- und Violinenunterricht und brachte sich darüber hinaus selbst das Schlagzeug- und Gitarrespielen bei. Nach seiner Ausbildung zum Webdesigner übte er diesen Beruf aus und begann nebenbei Hip-Hop-Stücke zu produzieren, in denen er Soul, Funk und Rap mischte. 2003 presste er in Eigenregie 50 Stück seines Songs Check The Blueprints unter dem Titel "12 und verschickte sie an Plattenlabels, ohne eine Reaktion zu erhalten. Über heute nicht mehr nachvollziehbarem Wege erreichte zwei Jahre später eine dieser CDs Japan. Ein japanischer Geschäftsmann entdeckt 2005 den seltenen Song in einem kleinen Plattenladen in Tokio und gab ihn an befreundete DJs weiter. Nachdem "12 in den Clubs gut angenommen wurde, kontaktiert er Kero One und bestellt 3000 Stück der Platte, um sie in Japan zu vertreiben. Weil er bis zu diesem Zeitpunkt noch von keinem Label unter Vertrag genommen worden war, gründete er 2005 sein eigenes, Plug Label.
Plug wählte er als Abkürzung für „Promoting Love Under Ground“. Noch im selben Jahr erschien sein Album Windmills of the Soul, das vom Remix Magazin als bestes Hip-Hop-Album in Japan ausgezeichnet wurde. 2006 gab er seinen Job als Webdesigner auf, um sich ausschließlich der Musik widmen zu können. Seit seinem Album Early Believers im Jahr 2009 mischt Kero One verstärkt lateinamerikanische Rhythmen in seine Stücke.

## Diskographie

### Alben
| Jahr | Titel                               | Label      |
| ---- | ----------------------------------- | ---------- |
| 2006 | Windmills of the Soul               | Plug Label |
| 2006 | Windmills of the Soul Instrumentals | Plug Label |
| 2008 | Kero One Presents..Plug Label       | Plug Label |
| 2009 | Early Believers                     | Plug Label |
| 2010 | Kinetic World                       | Plug Label |

### Singles
| Jahr | Titel                                                         | Label      |
| ---- | ------------------------------------------------------------- | ---------- |
| 2010 | When the Sunshine Comes featuring Ben Westbeech               | Plug Label |
| 2008 | Get Down featuring Aloe Blacc                                 | Plug Label |
| 2006 | In All the Wrong Places / Give Thanks (Sound Providers Remix) | Plug Label |
| 2005 | My Story                                                      | Plug Label |
| 2005 | Keep It Alive                                                 | Plug Label |
| 2004 | Check The Blueprints (King Most Remix)                        | Plug Label |
| 2003 | Check the Blueprints                                          | Plug Label |

### Kollaborationen
| Jahr | Titel                                                             | Label                         |
| ---- | ----------------------------------------------------------------- | ----------------------------- |
| 2009 | Epik High – Rocksteady (feat. Kero One, Dumbfoundead, MYK, Rakka) | Map The Soul Inc.             |
| 2009 | Epik High – Map The Soul [Worldwide Version] Feat. MYK, Kero One  | Map The Soul Inc.             |
| 2008 | Talib Kweli – In the Pocket (Kero One Remix)                      | Manhattan Records/HMV         |
| 2008 | Nomak feat. Abstract Rude – Hey Mom (Kero One Remix)              | Huge Soul                     |
| 2008 | Pe2ny – Wake Up feat. Kero One, Myk                               | Mnet Korea                    |
| 2008 | Rashaan Ahmad – Here We Go (produziert von Kero One)              | Om hiphop                     |
| 2007 | Dynamic Duo - 지구본뮤직 feat. Kero One                           | CJ Music                      |
| 2007 | Lanu – It's Time feat. Kero One                                   | Tru Thoughts/Ubiquity Records |
| 2007 | Choice 37 – Conversate feat. Kero One & El Gambina                | Subcontact Records            |